# 佐野心
佐野 心（さの こころ、1967年1月23日 - ）は、静岡県浜松市出身の元プロ野球選手（外野手）。
2004年4月に常葉大学付属菊川高等学校硬式野球部の部長に就任し、一時は監督に就任した。2016年より浜松開誠館高等学校野球部の部長に就任し、2017年3月より監督に就任した。
父は1965年の第1回ドラフト会議で広島東洋カープに1位指名で入団した佐野真樹夫。

## 来歴
広島県広島市生まれ。小学5年生から野球を始める。中学時代から家庭の事情で静岡県浜松市に引っ越した。
浜松商業高校3年生時の1984年、夏の甲子園に3番・左翼手で出場。専修大学硬式野球部では主に1番を打ち、3年生時の秋に首位打者を獲得。4年生時は主将を務めた。2学年上に関清和、宮里太、西俊児、2学年下に岡林洋一、武藤潤一郎、杉山賢人がいた。東都大学1部リーグ通算64試合出場、242打数86安打、打率.355、0本塁打、20打点。ベストナイン3回。いすゞ自動車では補強選手を含めて3年連続で都市対抗野球大会に出場。荒井直樹と同僚であった。
1991年のドラフト6位で中日ドラゴンズに入団。親子でドラフト指名を受けたのは史上初。入団当時の背番号4はチームが異なるものの、父と同じであった。俊足に加え、それを生かす傑出した走塁技術を持つ選手であった。しかし、打撃では伸び悩み、1995年限りで現役引退。引退セレモニーも行われた。
2004年4月、静岡県の常葉大学付属菊川高校教員となり硬式野球部の部長就任。投手育成を担当し理論的指導で田中健二朗を育て上げ、高校の先輩である森下知幸との二人三脚で同校を2007年の春の甲子園で優勝に導いた。同年の春季県大会前に、日本学生野球憲章に違反する同校の特待生制度の存在が発覚した。発覚後、特待生制度を利用した生徒の春季県大会出場を見合わせたため、試合前日に登録選手の半数近くを交代させる異例の事態となった。この一連の問題の責任を取り佐野は部長を辞任したが、2か月後に同部部長に復帰した。
2008年5月、森下が『週刊文春』で報じられたセクハラ問題により夏季大会終了まで謹慎処分を受けたため監督に就任。同年夏の甲子園に出場を果たし準優勝。2008年9月、森下の監督復帰に伴い部長に復帰。2012年4月1日付で部長を辞任。
2016年4月から浜松開誠館高校の部長に就任、翌2017年3月に磯部修三監督の勇退に伴い監督に就任。佐野の監督就任とともに、中日時代のチームメイトである古池拓一が同部のコーチに就任している。

## 詳細情報

### 年度別打撃成績
| 年 度     | 球 団     | 試 合 | 打 席 | 打 数 | 得 点 | 安 打 | 二 塁 打 | 三 塁 打 | 本 塁 打 | 塁 打 | 打 点 | 盗 塁 | 盗 塁 死 | 犠 打 | 犠 飛 | 四 球 | 敬 遠 | 死 球 | 三 振 | 併 殺 打 | 打 率 | 出 塁 率 | 長 打 率 | O P S |
| --------- | --------- | ----- | ----- | ----- | ----- | ----- | -------- | -------- | -------- | ----- | ----- | ----- | -------- | ----- | ----- | ----- | ----- | ----- | ----- | -------- | ----- | -------- | -------- | ----- |
| 1992      | 中日      | 21    | 10    | 10    | 5     | 1     | 0        | 1        | 0        | 3     | 1     | 3     | 0        | 0     | 0     | 0     | 0     | 0     | 1     | 0        | .100  | .100     | .300     | .400  |
| 1994      | 中日      | 6     | 1     | 1     | 1     | 0     | 0        | 0        | 0        | 0     | 0     | 1     | 0        | 0     | 0     | 0     | 0     | 0     | 1     | 0        | .000  | .000     | .000     | .000  |
| 通算：2年 | 通算：2年 | 27    | 11    | 11    | 6     | 1     | 0        | 1        | 0        | 3     | 1     | 4     | 0        | 0     | 0     | 0     | 0     | 0     | 2     | 0        | .091  | .091     | .273     | .364  |

### 記録
- 初出場・初打席：1992年4月7日、対ヤクルトスワローズ1回戦（ナゴヤ球場）、5回裏に上原晃の代打で出場、高野光から凡退
- 初盗塁：1992年4月18日、対読売ジャイアンツ2回戦（ナゴヤ球場）、7回裏に長嶋清幸の代走で出場（投手：岡田展和、捕手：藤田浩雅）
- 初安打・初打点：1992年5月1日、対横浜大洋ホエールズ3回戦（横浜スタジアム）、7回表に小松辰雄の代打で出場、松本豊から適時三塁打
- 初先発出場：1992年5月14日、対阪神タイガース7回戦（福井県営球場）、8番・左翼手で先発出場

### 背番号
- 4 （1992年 - 1994年）
- 32 （1995年）

## 甲子園での監督成績
- 春：出場0回
- 夏：出場2回・5勝2敗・準優勝1回（2008年）
- 通算：出場2回・5勝2敗・準優勝1回